# Hasan at-Turabi

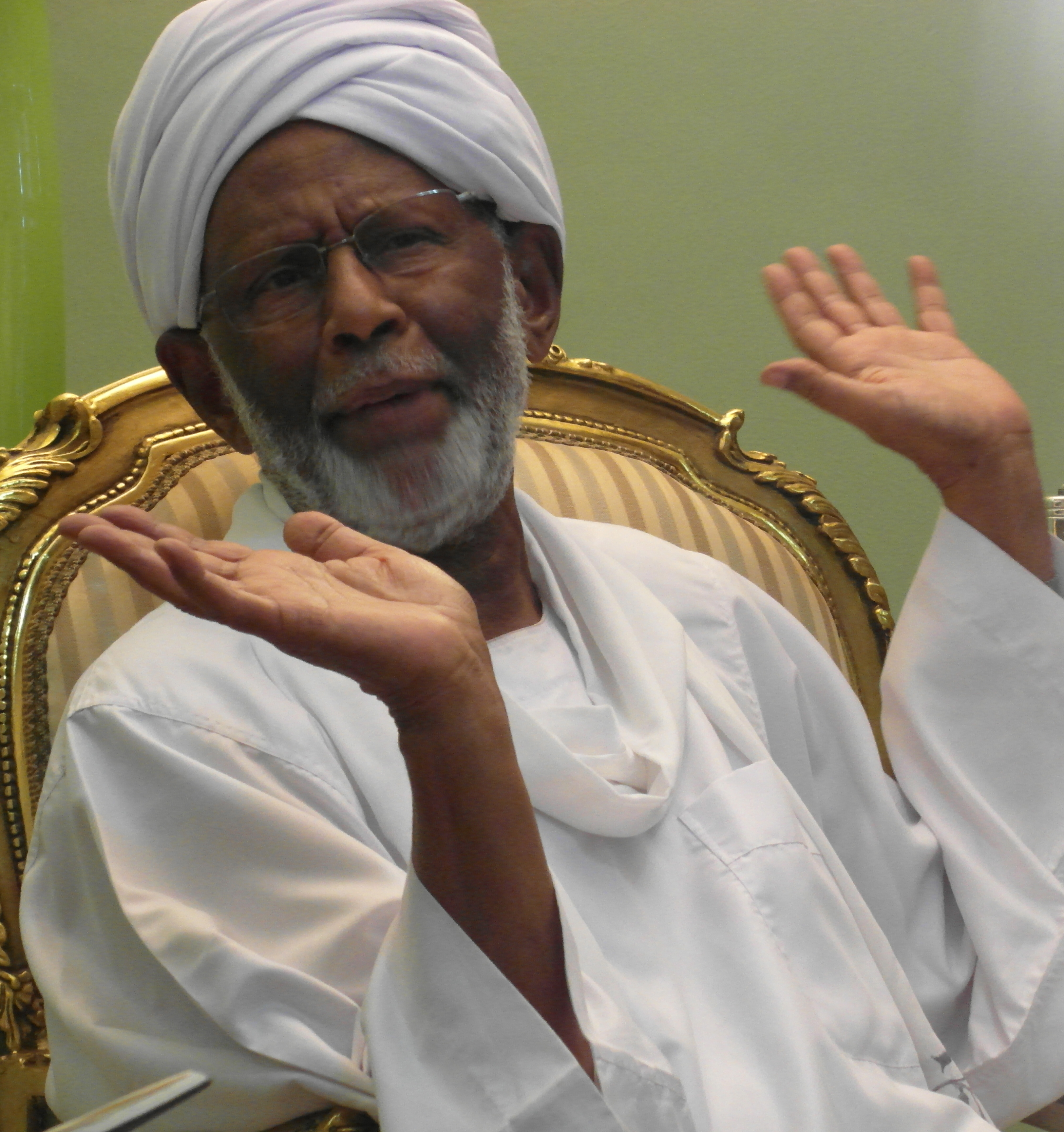
Hasan at-Turabi (2015)

Hasan Abd Allah at-Turabi (ur. 1 lutego 1932 w Kassali, zm. 5 marca 2016 w Chartumie) – sudański polityk, wieloletni przywódca sudańskich fundamentalistów islamskich. W latach 1989–1996 był bliskim współpracownikiem prezydenta Umara al-Baszira, następnie znalazł się w opozycji.  

## Życiorys

### Wczesna działalność
Był synem sufickiego szajcha. Odebrał tradycyjne wykształcenie islamskie. Następnie wyjechał na studia do Chartumu, a po ich ukończeniu kształcił się dalej w Londynie i w Paryżu. Na Sorbonie obronił doktorat w dziedzinie prawa. Po powrocie do kraju, w latach 60. XX wieku przystąpił do miejscowej organizacji Braci Muzułmanów. Należał do umiarkowanego skrzydła ugrupowania, opowiadał się za demokracją, poszanowaniem wolności osobistych obywateli i gruntowną reformą islamu, do jakiej miało dojść w takich warunkach politycznych. Jego pozycja w organizacji Braci poważnie wzrosła po powstaniu przeciwko prezydentowi Ibrahimowi Abbudowi w 1964 roku. W latach 1964–1969 był sekretarzem generalnym Frontu Karty Islamskiej, politycznej organizacji Braci domagającej się uchwalenia konstytucji opartej na prawie muzułmańskim. Po zamachu stanu gen. Dżafara an-Numajriego w 1969 roku został na sześć lat uwięziony. Następnie zbiegł do Libii i tam przebywał do 1978 roku.
Na emigracji wypracował nową strategię sudańskich Braci Muzułmańskich, przechodząc na pozycje fundamentalistyczne. Równocześnie nadal jednak twierdził, że budowa państwa opartego na zasadach szariatu musi być aprobowana przez większość obywateli kraju. Argumentował również, że istniejące w islamie tradycje prawnicze nie rozwiązują aktualnych problemów muzułmanów i powinny być zastąpione nowymi rozwiązaniami. Islam określał jako religię postępową, zachęcającą do zmian i podnoszenia poziomu życia wyznawców.

### Powrót do Sudanu
W 1979 roku, gdy prezydent an-Numajri postanowił zawrzeć sojusz z organizacjami fundamentalistów islamskich, at-Turabiemu umożliwiono powrót do kraju, a następnie powierzono stanowisko prokuratora generalnego. Być może to pod jego wpływem an-Numajri wprowadził do prawa sudańskiego pewne elementy prawa muzułmańskiego, a Radę Ministrów zastąpił Radą Prezydencką. W 1985 roku, gdy at-Turabi był sudańskim prokuratorem generalnym, liberalny polityk i teolog Mahmud Muhammad Taha został oskarżony o apostazję, skazany na śmierć i stracony. 
W tym samym roku, gdy an-Numajri został obalony podczas kolejnego zamachu stanu, Hasan at-Turabi stanął na czele nowej organizacji fundamentalistycznej – Islamskiego Frontu Narodowego. Miała ona walczyć o państwo muzułmańskie, którego kształt nakreślił at-Turabi w pracach teoretycznych. Zaznaczał, że nie będzie to państwo świeckie, lecz kraj, w którym w życiu publicznym dominuje islam; państwo, w którym ważniejsza jest pobożność obywateli niż lojalność wobec narodu; państwo podlegające normom szari'atu. At-Turabi podkreślał, że obywatelom należy pozostawić szeroki zakres swobody, a tam, gdzie społeczeństwo jest w stanie samo się regulować i rozwiązywać problemy interwencja państwa jest zbędna. Zaznaczał, że każdy człowiek ma prawo do edukacji, ochrony godności, prawo do życia i do życia w pokoju. Islamski Front Narodowy stawiał sobie za cel zaprowadzenie rządów szari'ackich nie tylko w Sudanie, ale w całej Afryce wschodniej. W maju 1988 roku został ministrem sprawiedliwości, a rok później ministrem spraw zagranicznych Sudanu.

### Współpraca z Umarem al-Baszirem
W 1989 roku Hasan at-Turabi poparł zamach stanu przeprowadzony przez Umara al-Baszira i został głównym ideologiem nowego rządu. Ogłosił, że wojna prowadzona przeciwko chrześcijanom i animistom z południa Sudanu była świętą wojną. Dostarczał również religijnej legitymacji budowaniu i konsolidacji rządów autorytarnych, chociaż były one sprzeczne z jego wcześniejszymi poglądami. W 21-osobowym rządzie al-Baszira szesnastu członków należało do Islamskiego Frontu Narodowego, a zwolennicy at-Turabiego objęli ponadto kluczowe stanowiska w wojsku. Sukces polityczny sudańskich fundamentalistów sprawił, że at-Turabi stał się postacią powszechnie szanowaną także wśród islamskich radykałów z innych państw zamieszkiwanych w większości przez muzułmanów. Jedynie w 1991 roku na krótko stracił poparcie m.in. w Arabii Saudyjskiej, gdyż podczas I wojny w Zatoce Perskiej ogłosił poparcie dla Iraku. Islamizm stał się oficjalną ideologią Sudanu i podstawą prawa karnego, które obowiązywało także niemuzułmanów. Dążąc do arabizacji i islamizacji kraju, Islamski Front Narodowy i powiązane z nim organizacje zbrojne stosowały terror. At-Turabi usprawiedliwiał działania wymierzone w Kościoły chrześcijańskie oraz represje wobec ich wyznawców, którzy nie chcieli przejść na islam i z tego powodu zostali wysiedleni na Pustynię Nubijską lub do obozów przesiedleńczych. Określał terror jako zło konieczne i wymuszoną odpowiedź na politykę Zachodu wobec świata muzułmańskiego, przejaw odnowy religijnej islamu, reakcji na klęskę arabskiego nacjonalizmu i socjalizmu. 
W 1992 roku przeżył zamach na swoje życie, jakiego dokonał w Kanadzie sudański emigrant. W tym samym roku wysocy działacze Islamskiego Frontu Narodowego z Hasanem at-Turabim udzielili w Sudanie gościny Usamie ibn Ladinowi. Saudyjczyk poślubił następnie siostrzenicę sudańskiego polityka. At-Turabi i ibn Ladin wspólnie utworzyli Północny Bank Islamski, którego celem było finansowanie fundamentalizmu islamskiego. Usama ibn Ladin dzięki pomocy władz Sudanu zakupił w kraju szereg gruntów po zaniżonych cenach i założył kilka przedsiębiorstw w różnych branżach: budowlanej, spożywczej, transportowej, rolniczej. Sudan stał się jednym z centrów ekstremizmu islamskiego, w obozach na terenie kraju szkoleni byli terroryści. W 1996 roku, gdy szkoleni w Sudanie terroryści przeprowadzili nieudany zamach na prezydenta Egiptu Husniego Mubaraka, a na Sudan nałożone zostały sankcje międzynarodowe, rząd kraju zaczął naciskać na ibn Ladina, by opuścił kraj. W przekonywanie Saudyjczyka do wyjazdu osobiście zaangażowany był at-Turabi. Po wyborach parlamentarnych w 1996 roku mianowano go przewodniczącym parlamentu.

### Konflikt z al-Baszirem i przejście do opozycji
W 1999 roku at-Turabi doprowadził do przegłosowania przez sudański parlament ustawy ograniczające uprawnienia prezydenta. Wówczas Umar al-Baszir zdymisjonował rząd, rozwiązał parlament i wprowadził stan wyjątkowy. At-Turabi początkowo pozostał przewodniczącym prezydenckiej partii, Kongresu Narodowego, lecz w 2000 roku wezwał Sudańczyków do bojkotu wyborów prezydenckich i założył własną partię – Ludowy Kongres Narodowy. Al-Baszir usunął go z rządu, niebezpodstawnie uznając, że utrzymuje on kontakty ze zbrojnymi organizacjami dążącymi do obalenia rządu. W latach 2001–2003 ideolog sudańskich fundamentalistów islamskich przebywał w areszcie domowym, a od 2004 do 2005 roku był więziony. Kilkakrotnie organizował w tym czasie strajk głodowy.
Po zwolnieniu krytykował politykę rządu sudańskiego w Darfurze. Wyraził poparcie dla nakazu aresztowania Umara al-Baszira, by odpowiedział on przed trybunałem międzynarodowym. Ponownie był kilkakrotnie zatrzymywany i więziony, m.in. w 2011 roku. Zmarł w 2016 roku w szpitalu w Chartumie.
Żonaty, miał syna. Władał, oprócz ojczystego języka arabskiego, także językami francuskim, angielskim i niemieckim.